# Marek Popiel

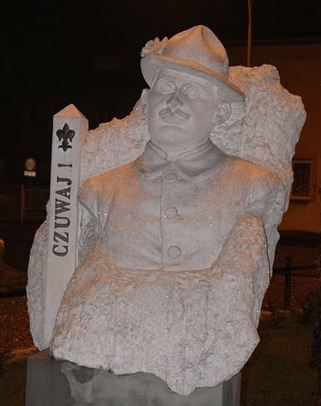
Pomnik Andrzeja Małkowskiego w Tarnowie

Marek Popiel – historyk harcerstwa, kolekcjoner, znawca i popularyzator dawnej prasy harcerskiej, redaktor czasopisma „Skaut”, publikowanego od 2005 w Internecie, wydawca, podharcmistrz.
Były komendant hufca Tarnów, przy którym zainicjował utworzenie Harcerskiej Pracowni Archiwalno-Naukowej. 
W 2005 założył serwis internetowy www.skaut.okay.pl, w którym udostępnia skatalogowane i zindeksowane skany archiwalnych numerów gazet i innych periodyków oraz jednodniówek skautowych i harcerskich, m.in. „Skauta” lwowskiego z lat 1911–1939 i emigracyjnego, wydawanego w Londynie w latach 1962–1988. Równocześnie rozpoczął wydawanie w internecie nowej, tarnowskiej edycji „Skauta” z podtytułem Harcerskie pismo historyczne, obecnie kwartalnika.
Badacz biografii harcerskich, m.in. Andrzeja Małkowskiego i Leopolda Ungeheuera. Inicjator budowy w Tarnowie pomnika Andrzeja Małkowskiego, odsłoniętego w 2008. 
Autor wystaw o historii harcerstwa i Polskim Państwie Podziemnym oraz albumu Polska sercem malowana z obrazami Zofii Stryjeńskiej z tarnowskiej kolekcji dzieł artystki. 

## Twórczość
Andrzej Małkowski. Korespondencja 1911-1919 (zebrał i przypisami opatrzył Marek Popiel), Stowarzyszenie - Muzeum Harcerskie im. Olgi i Andrzeja Małkowskich w Zakopanem, Zakopane 2018. ISBN 9788391979433.